# Heraldo de Madrid
El Heraldo de Madrid fue un diario publicado en Madrid entre el 29 de octubre de 1890 y el 27 de marzo de 1939, de ideología liberal, que fue evolucionando hasta situarse como republicano de izquierdas durante la Segunda República. En esa época fue uno de los diarios de mayor circulación, no solo en Madrid, sino también en el resto de España.

## Historia

### Orígenes
Fue fundado como El Heraldo de Madrid en 1890 por Felipe Ducazcal y Lasheras, con la colaboración del marqués de Murrieta. Su primer director fue José Gutiérrez Abascal. En 1902 le sucede José Francos Rodríguez, próximo a José Canalejas, quien había adquirido el diario en 1893 junto a su hermano Luis y otros partidarios del Partido Liberal. En 1906, la Sociedad Editorial de España, conocida como el trust de los periódicos, y de la que ya formaban parte El Imparcial y El Liberal, compró el periódico.
En 1909 se hace cargo del periódico, José Rocamora que le da nuevo impulso. A comienzos de la década de 1910, en 1913, era ya el segundo periódico en tirada de Madrid, detrás de La Correspondencia de España. Los años finales de esta década son de dificultades económicas y la huelga de periodistas de 1919 supone un fuerte golpe para la empresa, que ve marchar a una buena parte de sus redactores al diario La Libertad. En 1920 muere el propietario de la Sociedad Editorial de España, Miguel Moya, por lo que se acentúa la sensación de deriva del grupo y de Heraldo de Madrid.

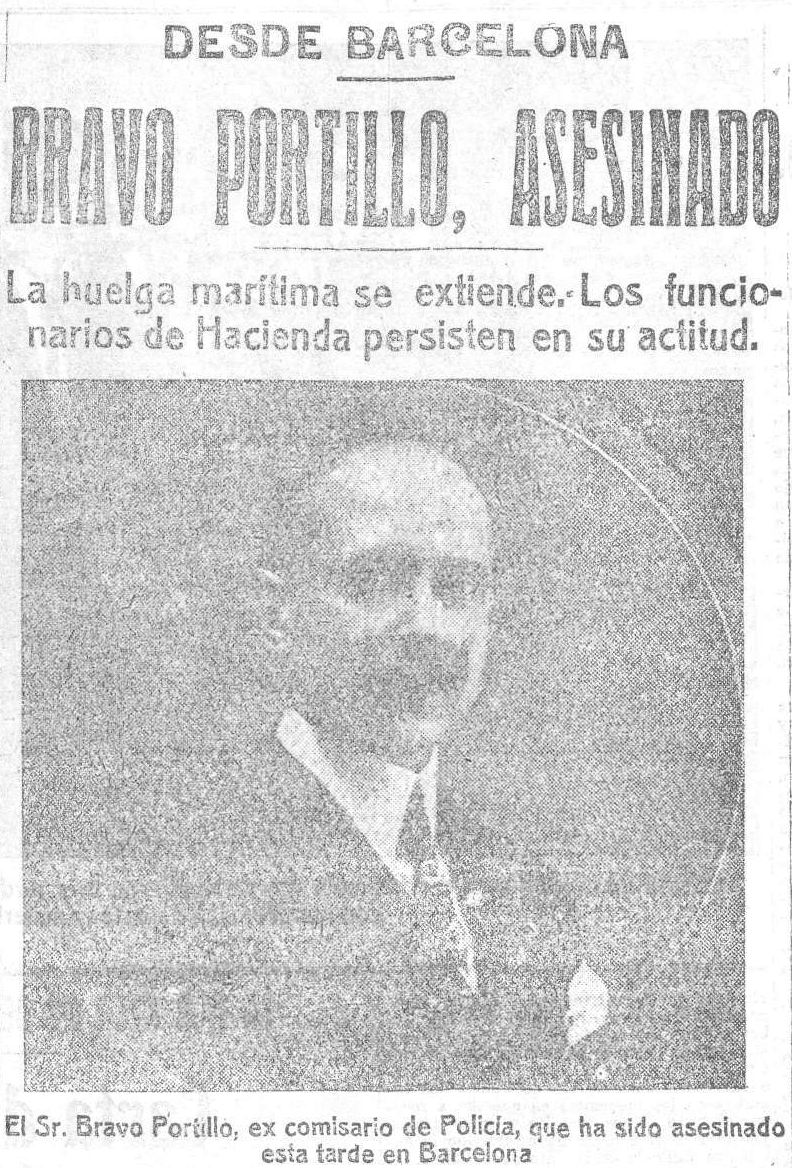
Noticia del asesinato de Bravo Portillo, septiembre de 1919.

En 1922, el administrador de la sociedad, Antonio Sacristán Zavala, toma la iniciativa de implicar a una de las sociedades acreedoras del grupo en su relanzamiento. Se trata de Hermanos Busquets, que suministraban tinta al grupo editorial y que aceptaron convertir en capital la deuda acumulada e invertir para el desarrollo de Heraldo, El Liberal de Madrid, El Liberal de Sevilla, El Defensor de Granada y El Liberal de Murcia. Manuel Busquets George fue el presidente de la Sociedad Editora Universal y su hermano Joan tenía el cargo de consejero gerente.
En la operación participó también como accionista el abogado Amadeu Hurtado, a la sazón presidente del Colegio de Abogados de Barcelona y personaje de gran capacidad e influencia. Hurtado definió la operación afirmando que no se trataba de ir a hacer catalanismo en Madrid, sino de actuar pensando en catalán.

### Dictadura de Primo de Rivera
Durante la dictadura de Primo de Rivera, Heraldo de Madrid mantuvo una posición crítica en la medida que era posible a causa de la censura. Precisamente sus periodistas se hicieron famosos en el gabinete de censura que dirigía el coronel Pedro Rico Parada por sus ardides para superar las trabas oficiales. En una de estas ocasiones, en 1924, los periodistas de Heraldo de Madrid camuflaron una información que se refería al propio Primo de Rivera como si fuera el primer ministro de Bulgaria. Fue el llamado caso de la Caoba, una bailarina frecuentada por el general que pidió su intercesión a favor de una hermana acusada de tráfico de estupefacientes. El caso causó gran revuelo y fue remachado con el destierro a Fuerteventura del presidente del Ateneo de Madrid, Rodrigo Soriano, y del vicerrector de la Universidad de Salamanca, Miguel de Unamuno.
En 1927 fue nombrado director de Heraldo de Madrid Manuel Fontdevila Cruixent, periodista de gran personalidad, autor de teatro y gran movilizador profesional. Sus iniciativas tendieron a hacer un periódico más popular, con una fuerte apuesta por la transformación política de España en una República. El vespertino cambió su formato pasando a tener 16 páginas, prestaba atención especial a la información del resto de España, a los conflictos sociales —incluyendo un carnet de actividades sindicales— y destacaba su atención a la cartelera teatral y las novedades literarias. Su aceptación creció de forma espectacular con estas claras prioridades y se convirtió en líder de la prensa de la tarde en Madrid hacia finales de la década.

### Segunda República
Heraldo de Madrid tuvo un importante papel a partir de 1930, con la salida de Primo de Rivera del Gobierno y el creciente consenso social y político a favor de la República. Ante las elecciones municipales de 1931 respaldó fuertemente la candidatura republicano-socialista. El día siguiente a las elecciones fue el único periódico que asumió como propio el análisis del comité republicano, que consideraba las elecciones municipales como un referéndum a favor de la República en España. Este ejemplar fue especialmente esperado por el público ante las puertas del periódico la noche del 13 de abril de 1931 y la congregación de ciudadanos dio lugar a una manifestación que fue reprimida por la Guardia Civil ante el edificio de la Presidencia del Gobierno.
En el nuevo régimen republicano, Heraldo de Madrid no se decantó por ninguna fuerza política en particular, sino que mantuvo una posición genérica de defensa de la República. En su redacción había periodistas de tendencia liberal, lerrouxista, azañista y socialista. La aceptación del periódico continuaba creciendo y superando a sus rivales, que padecían la inestabilidad en su propiedad o los encontronazos con el Gobierno republicano en el caso de la prensa conservadora. En 1935, Heraldo de Madrid llegó a imprimir 500 000 ejemplares en un solo día con tres rotativas distintas, como demostró en su portada con las fotografías de los contadores de las máquinas. Para entonces era un diario en conflicto con los gobiernos conservadores del bienio negro, que impusieron su suspensión durante quince días a raíz de los hechos revolucionarios de octubre de 1934.
La nómina de periodistas que pasó por Heraldo de Madrid aquellos años incluye a Manuel Chaves Nogales, jefe de redacción hasta 1930, César González Ruano, redactor hasta 1931, Alfredo Muñiz, Alfredo Cabanillas Blanco, Rafael Marquina, Antonio Casero, Carmen de Burgos, Francisco Lucientes, Enrique Ruiz de la Serna, Juan González Olmedilla, Carlos Sampelayo, Juan Ignacio Cabero, Miguel Pérez Ferrero, Eduardo de Castro, Emilio Criado, Santiago de la Cruz, Gerardo Ribas, Diego San José o Vicente Sánchez Ocaña entre muchos otros. En las páginas de Heraldo de Madrid se publicaron los primeros dibujos de Manuel del Arco y los de Bon, así como las fotografías de Alfonso, padre e hijo, y de José Díaz Casariego.

### Guerra civil e incautación
El inicio de la Guerra Civil supuso la progresiva dispersión de la redacción de Heraldo de Madrid, si bien el periódico se continuó publicando hasta la entrada de las tropas franquistas en la capital. Manuel Fontdevila dejó la dirección en los primeros días —se exilió primero en París y más tarde en Buenos Aires— y esta fue asumida por Alfredo Cabanillas Blanco hasta 1937, cuando un comité de redacción decidió destituir al director por sus actuaciones en favor de personalidades conservadoras en el Madrid asediado. Los propietarios del periódico, los hermanos Busquets, se exiliaron en 1937 en Francia al ser amenazados por la FAI. Desde allí mantuvieron un cierto control del periódico compartido con el comité obrero constituido legalmente. Esta convivencia tuvo su principal motivo de discordia en el nombramiento del sucesor de Cabanillas, que se demoró durante meses, aunque finalmente prevaleció la decisión de la empresa de nombrar director al veterano Federico de la Morena. Durante los años del conflicto muchos de los redactores dejaron su puesto y quedó un núcleo de periodistas que vivió las penalidades de la guerra en Madrid y tuvo que soportar la intervención del censor del Gobierno, instalado en la propia sede del periódico.
Cabanillas antes de su destitución había tenido un encontronazo con milicianos armados alertados por un linotipista sobre un artículo que iba a publicar en el que criticaba la mitificación de los militares comunistas. Aquellos le dijeron: «Nos hemos enterado de que vas a publicar un artículo contra nosotros y si se publica ese artículo, mañana, es decir, esta noche, vuela el Heraldo con su maquinaria y todo lo que hay dentro, así que tu verás...». Cabanillas decidió no publicar el artículo y le remitió una copia al ministro de la Guerra Indalecio Prieto, con el que mantenía una buena relación. Meses antes Cabanillas había sido amenazado por el coronel franquista Juan Yagüe tras la toma de Talavera de la Reina en septiembre de 1936. «Cuando entremos en Madrid, lo primero que voy a hacer es cortarle la cabeza al director de Heraldo de Madrid», había declarado. Antes de su destitución Cabanillas consiguió salir de Madrid y después se exilió en Argentina, donde escribió un libro titulado Hacia la España eterna, en que recopiló las actividades humanitarias que había realizado en el Madrid asediado para ganarse el favor del general Franco, del que se declaró seguidor.
El 27 de marzo de 1939, un grupo de falangistas armados irrumpió en la redacción como avanzadilla de las tropas franquistas que estaban ya entrando en las afueras de la capital. Se incautaron del periódico y, al cabo de unos días, cedieron las instalaciones a Juan Pujol, que empezó a editar allí el periódico Madrid. Los propietarios empezaron a reclamar la devolución del periódico en 1947 mediante carta a Falange Española. Fue la primera de un sinnúmero de iniciativas legales que llegan hasta nuestros días sin que hasta ahora hayan tenido resultado alguno. El edificio del periódico de la calle Marqués de Cubas finalmente pasó a ser propiedad del Banco de España que lo utilizó para ampliar sus instalaciones de la plaza de Cibeles.
Entre los falangistas que irrumpieron en la sede del periódico se encontraba José María Sánchez Silva, que años más tarde se haría famoso por su novela y guion de la película Marcelino, pan y vino. En la sala de redacción se hallaban en ese momento el director Federico de la Morena, los redactores Enrique Ruiz de la Serna, Juan Antonio Cabero, Eduardo de Castro, Antonio Uriel y Diego San José, así como el caricaturista Sama y el fotógrafo José María Díaz Casariego. En principio éstos pudieron volver a sus casas, pero a los pocos días fueron detenidos. El director Federico de la Morena fue condenado a muerte, aunque su pena fue conmutada por la de prisión. Otros periodistas del diario condenados asimismo a muerte bajo la acusación de haber defendido la causa republicana, también vieron conmutada esa pena por la de prisión, permaneciendo en la cárcel entre cinco y diez años, pero cuando salieron no pudieron ejercer su profesión pues no se les permitió inscribirse en el Registro Oficial de Periodistas, controlado por el partido único FET y de las JONS —el antiguo director Federico de la Morena acabó de portero de una finca—. Por su parte, el fotógrafo Díaz Casariego, que el mismo día de la entrada de las tropas franquistas en Madrid había dicho a sus compañeros que era falangista, también fue condenado a muerte pero fue indultado por el general Franco, al que al parecer había conocido en los años 1920 en el Marruecos español.
El 30 de marzo de 2014 se publicó un número especial para coleccionistas con la cabecera Heraldo de Madrid, bajo la dirección de Miguel Ángel Aguilar.